# Реґули (станція)
Реґули (пол. Reguły) — пасажирська станція польської залізниці, розташована в однойменному селі, яка обслуговує приміські маршрути WKD.